# Craigends
Craigends est un village d'Écosse, situé dans le council area et région de lieutenance du Renfrewshire.
Situé dans la vallée du Strathgryfe, dans le centre du council area, il est à proximité immédiate de la ville de Houston et directement adjacent au village de Crosslee. Il s'agit par ailleurs d'un village dortoir pour les villes de Port Glasgow, Paisley et Glasgow.